# Monte Aquila
Pour les articles homonymes, voir Aquila.
Cet article possède un paronyme, voir Monte Aguila.
Le Monte Aquila (2 495 m) est une montagne des Abruzzes (province de Teramo) du massif du Gran Sasso, dans la chaîne des Apennins.
Le Monte Aquila est situé entre Campo Imperatore et Corno Grande. De son sommet on peut admirer l'impressionnante vallée de l'Enfer et la mer Adriatique.